# Eustala tristis
Eustala tristis är en spindelart som först beskrevs av John Blackwall 1862.  Eustala tristis ingår i släktet Eustala och familjen hjulspindlar. Inga underarter finns listade i Catalogue of Life.